# 도심 (승려)
도심(道深, ?~?)은 백제의 승려이다.
554년, 담혜 등 9명과 일본으로 건너가 백제에서 일본에 방문한 최초의 승려가 되었다. 일본에서는 이들을 위해 절을 짓는 등의 도움을 주었다.